# Charles Giron
 (août 2016).
Charles Alexandre Giron, né le 2 avril 1850 à Genève, et mort le 9 juin 1914 à Genthod, est peintre et critique d'art suisse.

## Biographie
Fils d'Antoine-Alexandre Giron, rentier, catholique venu d'Espagne en passant par la Sardaigne, et de son épouse Marie Henriod, huguenote neuchâteloise, Charles Giron épouse Jeanne Antoinette Forget, dont le père Louis Ferdinand est un négociant, propriétaire de la villa Château-Banquet à Sécheron. Le couple aura trois enfants, dont Simone, qui épouse Louis de Pourtalès.
Charles Giron commence un apprentissage d'émailleur qu'il ne terminera pas. Il prend alors des leçons avec François Diday (1802-1877), et Barthélemy Menn (1815-1893) à Genève. En 1872, il se rend à Paris et fréquente les peintres suisses installés dans la pension de famille de l'hôtel de Nice, no 4 rue des beaux-arts[réf. nécessaire] avant de partager jusqu'en 1890 les ateliers successifs du peintre français Michel Maximilien Leenhardt. Il se lie ainsi d'amitié avec Gustave Henri de Beaumont (1851-1922) et Albert Bartholomé (1848-1928), qui lui offrira ses deux chiens dont il fera de nombreux croquis[réf. nécessaire]. Il entre dans l'atelier d'Alexandre Cabanel à l'École des beaux-arts de Paris.
Il débute au Salon de 1876 avec des portraits et des paysages.
En tant que critique d'art, il prend la défense du peintre Ferdinand Hodler.
Il travaille à Paris et à Cannes, puis rejoint la Suisse en 1896.
La ville de Genève a donné son nom à une rue et à une école.

## Expositions
- Genève : Musée Rath : Musée de l'Athénée, 1957 (Cent ans de peinture genevoise : à l'occasion du centenaire de la Société des amis des beaux-arts)[1]

## Œuvres dans les collections publiques
En France
- Paris, Petit Palais : Femme aux gants, dite la Parisienne, 1883, huile sur toile.Charles Giron, Jeune fille d'Unterwald (Unterwaldienne), 1899, Musée des beaux-arts de La Chaux-de-Fonds

En Suisse

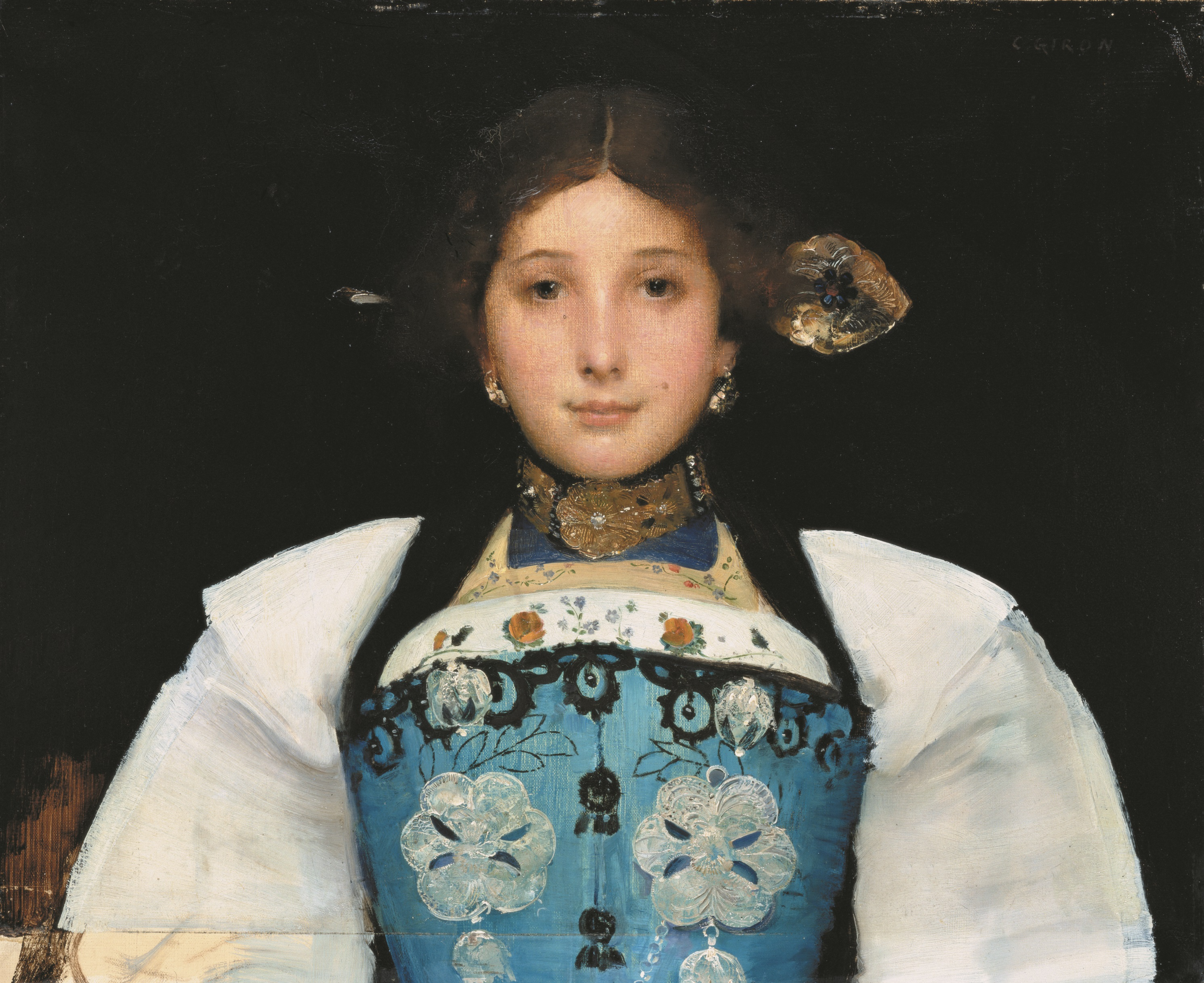
Charles Giron, Jeune fille d'Unterwald (Unterwaldienne), 1899, Musée des beaux-arts de La Chaux-de-Fonds

- Berne, Palais fédéral, salle du Conseil national : Le Lac des Quatre-Cantons, le berceau de la Confédération, 1901, peinture murale, 5 × 12 m.
- Genève, Petit Palais.
- Giessbach, Grand Hôtel : Fête des lutteurs, 1905.
- Vevey, musée Jenisch.
- La Chaux-de-Fonds, Musée des beaux-arts : Jeune fille d'Unterwald, 1899.

## Récompenses
- 1887 : chevalier de l'ordre de Leopold
- 1888 : chevalier de la Légion d'honneur
- Cinq médailles d'or dans différents salons européens